# Sea Life Londres
El Sea Life Londres es un acuario situado en la planta baja del Salón Condal, en la orilla sur del río Támesis, en el centro de Londres. Se inauguró en marzo de 1997 con el nombre de Acuario de Londres.

## Historia
En 2005, el acuario exhibió tres peces robóticos creados por el departamento de informática de la Universidad de Essex. Los peces fueron diseñados para ser autónomos, nadando y evitando obstáculos como los peces reales. Su creador afirmó que estaba tratando de combinar "la velocidad del atún, la aceleración de un lucio y las habilidades de navegación de una anguila".
En abril de 2008, el acuario fue adquirido por Merlin Entertainments por una suma no revelada. Las instalaciones se cerraron para realizar unas reformas que costaron 5 millones de libras y que se completaron en abril de 2009. Las ampliaciones incluyeron un nuevo túnel submarino, Shark Walk, un tanque renovado en el Océano Pacífico y una reestructuración completa de la exhibición, todo lo cual se llevó a cabo bajo la supervisión de la arquitecta Kay Elliott. La atracción se convirtió oficialmente en un Sea Life cuando reabrió sus puertas en abril de 2009.
En mayo de 2011, el acuario inauguró una nueva exhibición de pingüinos, con 10 pingüinos papúa transferidos desde el Zoológico de Edimburgo.
El acuario incluye dos aulas temáticas en torno a campañas de conservación que apoya el zoológico, que albergan hasta 40.000 escolares cada año y están abiertas al público cuando no están en uso por el programa educativo. Participa en varios programas de cría, incluidos el cocodrilo cubano, los caballitos de mar, los godeidos mariposa y las medusas, y trabaja con muchas organizaciones de conservación, incluidas la Whale and Dolphin Conservation Society y Shark Trust . 